# Шахтёр (футбольный клуб, Червоноград)
Шахтёр — советский и украинский футбольный клуб из Червонограда. Основан в 1957 году. 5-кратный чемпион Львовской области. 1968—1970 гг. выступал в чемпионате СССР по футболу в классе «Б».

## История
С 1957 года выступал в чемпионате Львовской области, победителем которого стал в 1967 году и завоевал право играть в классе «Б». Там «Шахтёр» провёл три сезона — 1968—1970, был середняком в своей зоне.
«Шахтёр» был одним из ведущих футбольных клубов области, ежегодно боролся за медали. В сезоне 2009 года занял второе место в премьер-лиге области, а капитан команды Владимир Подкопняк стал лучшим бомбардиром турнира, забив 11 голов.
Команда выступала на стадионе «Шахтёр» вместимостью 3500 сидячих мест, который, кроме того, принимал три матча молодёжной сборной Украины: в 2001 и 2003 годах — с Арменией (1:0 и 4:0), а в 2004 году — с Грузией (6:0).
В 2014 году команда прекратила своё существование.

## Достижения
- Чемпион Львовской области: 1967, 1977, 1978, 1979, 2006
- Обладатель Кубка Львовщины: 1979, 1981, 2007, 2013
- Победитель мемориала Эрнеста Юста: 2009
- Во второй лиге СССР — 9 место (в зональном турнире РСФСР класса «Б» 1969)
- В Кубке СССР — 1/8 финала (в зональном турнире Кубка СССР 1967/68)

## Известные игроки
- Ильчишин, Андрей Ярославович
- Котовенко, Павел Иванович
- Онисько, Павел Степанович
- Свинцицкий, Роман Михайлович
- Тлумак, Андрей Богданович